# William Prescott (militaire)
Pour les articles homonymes, voir William Prescott et Prescott.
William Prescott, né le 20 février 1726 à Groton et mort le 13 octobre 1795 à Pepperell, est un colonel de l'Armée continentale dans la guerre d'indépendance des États-Unis. Il commande notamment les forces des américaines à la bataille de Bunker Hill.
Prescott est aussi connu pour l'ordre qu'il donne à ses soldats : « Ne tirez pas tant que vous ne voyez pas le blanc de leurs yeux » pour inciter ses troupes à tirer sur l'ennemi à faible distance et donc plus de précision tout en économisant les munitions.